# Oxypetalum glaziovianum
Oxypetalum glaziovianum är en oleanderväxtart som beskrevs av Loesen.. Oxypetalum glaziovianum ingår i släktet Oxypetalum och familjen oleanderväxter. Inga underarter finns listade i Catalogue of Life.